# Fianarantsoa
Fianarantsoa är en stad i regionen Haute Matsiatra i den öst-centrala delen av Madagaskar. Staden hade 191 776 invånare vid folkräkningen 2018, på en yta av 86,05 km². Den ligger cirka 1 200 meter över havet omgiven av skogsmark, cirka 285 kilometer söder om Antananarivo. Fianarantsoa är huvudort i regionen Haute Matsiatra och är belägen centralt i landets viktigaste region för produktion av vin och te.
Staden grundades år 1830. Namnet betyder "Bra utbildning" på malagassiska.